# What She’s Doing Now
«What She’s Doing Now» — песня, записанная американским кантри-музыкантом Гартом Бруксом, вышедшая в качестве 3-го сингла с его третьего студийного альбома Ropin’ the Wind (1991). Авторами песни выступили Пэт Алгер и сам Гарт Брукс. Сингл возглавил американский кантри хит-парад, став в нём восьмым в музыкальной карьере Брукса лидером чарта этого музыкального жанра.
За несколько недель песня дошла до первого места чарта Hot Country Songs журнала Billboard, оставаясь на № 1 четыре недели в феврале и марте 1992 года. По итогам года песня заняла второе место в Канаде (RPM Top 100 Country Tracks of 1992) и 4-е в США в списке Best of 1992: Country Songs журнала Billboard.

## Список композиций
Европейский CD-сингл
Liberty CDCL 656
1. «What She’s Doing Now»
2. «Shameless»
3. «We Bury The Hatchet»

Американский виниловый сингл (US 7" Jukebox single)
Liberty S7-57784
1. «What She’s Doing Now»
2. «Friends in Low Places»

## Чарты

### Еженедельные чарты
| Чарт (1991—1992)                  | Высшая позиция |
| --------------------------------- | -------------- |
| Canada Country Tracks (RPM)       | 1              |
| США (Billboard Hot Country Songs) | 1              |

### Итоговые годовые чарты
| Чарт (1992)                  | Позиция |
| ---------------------------- | ------- |
| Canada Country Tracks (RPM)  | 2       |
| US Country Songs (Billboard) | 4       |